# BDC (grupo musical)
BDC (em coreano: 비디 씨), ou Boys Da Capo, é um trio sul-coreano formado pela Brand New Music em 2019. O grupo estreou em 29 de outubro de 2019, com o álbum "Boys Da Capo".

## História

### Pré-estréia
O trio representou o Brand New Music como um quarteto ao lado de Lee Eun-sang no Produce X 101. Após o final do show, nenhum dos membros ganhou um lugar no grupo de projeto consequente, X1. Kim Si-hun ficou em 27º lugar na terceira rodada eliminatória geral, enquanto Hong Seong-jun e Yun Jung-hwan ficaram em 51º e 35º na segunda rodada eliminatória, respectivamente.

### 2019: Debut com Boys Da Capo
Em 29 de outubro de 2019, o BDC lançou seu primeiro álbum single "Boys Da Capo", com "Remember Me" servindo como o single principal.

### 2020: The Intersection: Belief
Em 23 de setembro de 2020, o BDC lançou seu primeiro EP "The Intersection: Belief", com "Shoot the Moon" servindo como o single principal.

## Membros
- Kim Si-hun (김시훈)
- Hong Seong-jun (홍성준)
- Yun Jung-hwan (윤정환)

## Discografia

### Extended plays
| Título                   | Detalhes                                                                                                 | Melhores posições nas paradas | Vendas        |
| Título                   | Detalhes                                                                                                 | KOR                           | Vendas        |
| ------------------------ | --- | ----------------------------- | ------------- |
| The Intersection: Belief | - Lançado: 23 de setembro de 2020 - Gravadora: Brand New Music, Kakao M - Formatos: CD, download digital | 9                             | - KOR: 14,416 |

### Álbuns individuais
| Título       | Detalhes                                                                                                | Melhores posições nas parada | Vendas        |
| Título       | Detalhes                                                                                                | KOR                          | Vendas        |
| ------------ | --- | ---------------------------- | ------------- |
| Boys Da Capo | - Lançado: 29 de outubro de 2019 - Gravadora: Brand New Music, Kakao M - Formatos: CD, download digital | 10                           | - KOR: 11,916 |

### Singles
| "Remember Me" (기억되고 싶어)                                                          | 2019 | — | Boys Da Capo                               |
| "Shoot the Moon"                                                                       | 2020 | — | The Intersection: Belief                   |
| Colaborações                                                                           |      |   |                                            |
| "Melting" (com AB6IX, Kanto, Kang Min-hee, e Yo Da-young)                              | 2019 | — | Brandnew Year 2019'Do That Brandnew Thing' |
| "Chandelier" (샹들리에) (com AB6IX e Lee Eun-sang)                                     | 2020 | — | Brandnew Year 2020'Brandnew Up'            |
| "—" indica lançamentos que não foram registrados ou não foram lançados naquela região. |      |   |                                            |